# Olabiran Muyiwa
Olabiran Blessing Muyiwa, noto come Benito (Abidjan, 7 settembre 1998), è un calciatore ivoriano naturalizzato nigeriano, centrocampista dell'Akritas Chlōrakas.

## Caratteristiche tecniche
È un esterno sinistro.

## Carriera
Approda in Europa nel febbraio 2017, firmando con i moldavi del Saxan. Dopo aver collezionato 10 presenze segnando una rete, nel seguente mercato estivo passa alla Lokomotiv Tashkent.
Con il club uzbeko trova poco spazio ed il 26 marzo 2018 viene ceduto a titolo definitivo al Luč Minsk.
Il 7 agosto successivo si trasferisce al Tambov, militante nella seconda divisione russa. Al termine della stagione guadagna la promozione in Prem'er-Liga, collezionando 25 presenze quasi tutte da subentrante.

## Statistiche
Statistiche aggiornate al 7 giugno 2020.

### Presenze e reti nei club
| Stagione        | Squadra            | Campionato      | Campionato | Campionato | Coppe nazionali | Coppe nazionali | Coppe nazionali | Coppe continentali | Coppe continentali | Coppe continentali | Altre coppe | Altre coppe | Altre coppe | Totale | Totale | Totale |
| Stagione        | Squadra            | Comp            | Pres       | Reti       | Comp            | Pres            | Reti            | Comp               | Pres               | Reti               | Comp        | Pres        | Reti        | Pres   | Reti   |        |
| --------------- | ------------------ | --------------- | ---------- | ---------- | --------------- | --------------- | --------------- | ------------------ | ------------------ | ------------------ | ----------- | ----------- | ----------- | ------ | ------ | ------ |
| feb.-giu. 2017  | Saxan              | DN              | 10         | 1          | CM              | 1               | 0               |                    | -                  | -                  |             | -           | -           | 1      | 1      |        |
| 2017            | Lokomotiv Tashkent | SL              | 5          | 1          | CU              | 0               | 0               |                    | -                  | -                  |             | -           | -           | 5      | 1      |        |
| 2018            | Luč Minsk          | VL              | 5          | 0          | CB              | 0               | 0               |                    | -                  | -                  |             | -           | -           | 5      | 0      |        |
| 2018-2019       | Tambov             | 1D              | 25         | 2          | CR              | 1               | 0               |                    | -                  | -                  |             | -           | -           | 26     | 2      |        |
| 2019-gen. 2020  | Tambov             | PL              | 8          | 1          | CR              | 0               | 0               |                    | -                  | -                  |             | -           | -           | 8      | 1      |        |
| Totale Tambov   | Totale Tambov      | Totale Tambov   | 33         | 3          |                 | 1               | 0               |                    | -                  | -                  |             | -           | -           | 34     | 3      |        |
| gen.-lug. 2020  | Dinamo Kiev        | PL              | 1          | 0          | CU              | 0               | 0               | UCL+UEL            | -                  | -                  | SU          | -           | -           | 1      | 0      |        |
| Totale carriera | Totale carriera    | Totale carriera | 54         | 5          |                 | 2               | 0               |                    | -                  | -                  |             | -           | -           | 56     | 5      |        |

## Palmarès

### Club

#### Competizioni nazionali
- Pervenstvo Futbol'noj Nacional'noj Ligi: 1

Tambov: 2018-2019
- Coppa d'Ucraina: 1

Dinamo Kiev: 2019-2020
- Campionato ucraino: 1

Dinamo Kiev: 2024-2025